# Doug Lewis (pugile)
Douglas Toliver Lewis, detto Doug (Toronto, 6 agosto 1898 – Los Angeles, 19 febbraio 1981), è stato un pugile canadese.

## Palmarès

### Olimpiadi
- Bronzo a Parigi 1924 nei pesi welter.